# Periquito-de-bochecha-cinza
Periquito-de-faces-cinzentas ou periquito-de-bochecha-cinza (Brotogeris pyrrhoptera) é uma espécie de ave da família Psittacidae.
Pode ser encontrada nos seguintes países: Equador e Peru.
Os seus habitats naturais são: florestas secas tropicais ou subtropicais, florestas subtropicais ou tropicais húmidas de baixa altitude, matagal húmido tropical ou subtropical e terras aráveis.
Está ameaçada por perda de habitat.